# Mednarodni kmetijsko-živilski sejem
Radgonski kmetijsko-živilski sejem (okrajšano AGRA) je sejem, ki se vsako leto odvija na sejmišču v Gornji Radgoni. Je najpomembnejša tovrstna sejemska prireditev v državi, ki se je udeležujejo razstavljavci živine in kmetijskih izdelkov iz vse Evrope. Leta 2009 se je tako sejma udeležilo 1680 razstavljavcev iz 29 držav, leta 2014 pa 1750 razstavljavcev iz prav toliko držav.
Sejem je bil v sodobni obliki prvič organiziran leta 1962 pod imenom Pomurski sejem. Leta 1975 je prireditelj prešel pod okrilje Gospodarskega razstavišča, leta 1993 pa se je osamosvojil kot samostojna družba Pomurski sejem d.d, ki ima zdaj v lasti radgonsko sejmišče.